# Nicolás Ramírez Ceceña
Édgar Nicolás Ramírez Ceceña (Tepic, Nayarit, México, 16 de febrero de 1974) es un exfutbolista mexicano. Jugaba tanto de defensa como de mediocampista. Es hermano menor del también exfutbolista Ramón Ramírez.

## Trayectoria
Debutó en Primera División en la victoria como local de Santos 3-0 sobre Monterrey, en juego de la Jornada 37 de la temporada 1993-94 . En el torneo Invierno 96 él fue el que le puso el pase para gol a Jared Borgetti en los últimos minutos del partido, con ese gol Santos logró el campeonato.
Se retiró en el Atlas de Guadalajara durante el Clausura 2005, inmediatamente después dirigió la Academia de Fútbol del Atlas en Torreón, como titular de la misma y encargado de la formación y detección de nuevos talentos.
A lo largo de su carrera jugó 294 partidos, anotó 15 goles y puso 17 asistencias en 10 diferentes clubes.

## Selección nacional
Jugó el mundial juvenil de Australia ’93.
Fue campeón de la Copa USA 97, Participó en la Copa América Bolivia 97 y estuvo disputando encuentros de las eliminatorias mundialistas rumbo a Francia 98.

### Participaciones en Copas del Mundo
| Mundial                                | Sede      | Resultado        |
| -------------------------------------- | --------- | ---------------- |
| Copa Mundial de Fútbol Juvenil de 1993 | Australia | Cuartos de final |

### Participaciones en Copa América
| Copa              | Sede    | Resultado    |
| ----------------- | ------- | ------------ |
| Copa América 1997 | Bolivia | Tercer lugar |

## Clubes
| Club             | País   | Año         |
| ---------------- | ------ | ----------- |
| Santos Laguna    | México | 1994 - 1998 |
| Cruz Azul        | México | 1999        |
| Toros Neza       | México | 1999        |
| Pachuca          | México | 2000        |
| América          | México | 2000        |
| León             | México | 2001        |
| Celaya           | México | 2001 - 2002 |
| Puebla           | México | 2002 - 2003 |
| Monarcas Morelia | México | 2003 - 2004 |
| Atlas            | México | 2004 - 2005 |

## Palmarés

### Campeonatos nacionales
| Título           | Club          | País   | Año  |
| ---------------- | ------------- | ------ | ---- |
| Primera División | Santos Laguna | México | 1996 |

### Campeonatos internacionales
| Título   | Club                | País           | Año  |
| -------- | ------------------- | -------------- | ---- |
| Copa USA | Selección de México | Estados Unidos | 1997 |